# ستيڤن فول
ولد ستيفن فول في ١٣ نوفمبر ١٩٦٩ و هو ممثل وكوميدي أمريكي. عرف بأدائه الصوتي لشخصية الكلب ستان على قناة ديزني لبرنامج الكلب ذو المفكرة, كما ادى دور آش في المسرحية الهزلية أنا في الفرقة والتي بثت على القناة الأخرى لديزني المعروفة بإسم ديزني الانجاز او ديزني إكس دي.

## النشأة
ولد ستيڤن في شيكاغو بمقاطعة إلينوي في 13 نوفمبر من عام 1969.

## المهنة
لعب ستيڤن دور البطولة في لاس فيغاس على قناة إن بي سي لحلقتين كما لعب دورا آخر في سلسة حلقات هانا مونتانا الذي عرض على قناة ديزني.
ظهر ستيڤن و أعضاء فريق التمثيل الذين لعبوا ادوارا في البرنامج الكوميدي انا في الفرقة في حلقات متقاطعة من حياة الجنح على سطح السفينة و المعروف باسم ابن عرس على سطح السفينة.
كما أدى صوت الكلب ستان و الذي يعد بطل البرنامج التلفزيوني الكلب ذو المفكرة و الذي عرض على قناة ديزني.
ظهر ستيڤن في الموسم الثاني للبرنامج التلفزيوني مبالغة، الذي عرض على قناة ايه بي سي كأحد عروض البرنامج الدرامي الكوميدي القلعة، كما ظهر أيضا في الموسم الثالث للعرض التلفزيوني القتل يشبة البلوز بالإنجليزية Murder Sings The Blues وفقا لقائمة سي إس آي:نيويورك.
أدى ستيڤن دورا بسيطا كضيف في المسلسل التلفزيوني الكوميدي أفضل الأصدقاء مهما كان و الذي لعب دور راي؛ رجل توصيل البيتزا.
استضيف ستيڤن في المسلسل التلفزيوني الأمريكي كوكتيل و الذي لعب دور أحد الزبائن في حلقة إي أو انت.
كما تمت استضافه أيضا لأداء دور السيد لويس، مدرس شخصية البطل تيم ماكجي في سلسلة إن سي آي إس وذلك في الموسم 16 من الحلقة 14.

## الحياة الشخصية
تزوج ستيڤن فول من الممثلة آني ويرشينج من عام ٢٠٠٩ وعاش معها حتى وفاتها عام ٢٠٢٣ وكام له ثلاثة من الأبناء منها. 

## قائمة الأفلام

### الفيلم
| السنة | العنوان       | الدور            | الحواشي   |
| ----- | ------------- | ---------------- | --------- |
| 2003  | نبي كاذب      | تاجر المخدرات    | فيلم قصير |
| 2004  | مورتون        | المحقق           | فيلم قصير |
| 2005  | لقتل عملاق    | ويلسون بيلينجتون | فيلم قصير |
| 2006  | 2 الكلاب داخل | جيك              | فيلم قصير |
| 2006  | المرونة       | شقيق كاليكا      |           |

### البرامج التلفزيونية
| السنة     | العنوان                | الدور                       | الحواشي               |
| --------- | ---------------------- | --------------------------- | --------------------- |
| 2008      | كوكتيل                 | ليني                        | الحلقة: "أوي أنت"     |
| 2009–2011 | أنا في الفرقة          | الرماد                      | يلقي الرئيسي 36 حلقة  |
| 2012–2015 | الكلب ذو المفكرة       | ستان الكلب (صوت)            | يلقي الرئيسي 69 حلقة  |
| 2014      | يكبر فيشر              | عميد                        | حلقة: "ماضي عنك"      |
| 2016      | ريزولي والجزر          | ضابط إنفاذ وقوف السيارات    | الحلقة :" بعد الوفاة" |
| 2019      | دائرة الرقابة الداخلية | السيد لويس ، معلم تيم ماكجي | الحلقة: "ذات مرة تيم" |